# Narciarstwo alpejskie na Zimowych Igrzyskach Olimpijskich 1998 – kombinacja mężczyzn
Kombinacja mężczyzn podczas Zimowych Igrzyskach Olimpijskich 1998 w Nagano została rozegrana w dniach 9-13 lutego. Zawody odbyły się na trasach w ośrodku narciarskim Happo One. Mistrzem olimpijskim w tej konkurencji został Austriak Mario Reiter, srebro wywalczył Norweg Lasse Kjus, a brąz zdobył kolejny reprezentant Austrii Christian Mayer.

## Wyniki
| Miejsce | Zawodnik                        | Państwo         | Zjazd   | Slalom 1 | Slalom 2 | Czas    | Strata |
| ------- | ------------------------------- | --------------- | ------- | -------- | -------- | ------- | ------ |
| 01 !    | Mario Reiter                    | Austria         | 0:47,37 | 0:44,48  | 1:36,21  | 3:08,06 | –      |
| 02 !    | Lasse Kjus                      | Norwegia        | 0:48,09 | 0:45,57  | 1:34,99  | 3:08,65 | +0,59  |
| 03 !    | Christian Mayer                 | Austria         | 0:49,30 | 0:45,75  | 1:35,06  | 3:10,11 | +2,05  |
| 4       | Günther Mader                   | Austria         | 0:49,19 | 0:46,17  | 1:34,83  | 3:10,19 | +2,13  |
| 5       | Andrzej Bachleda-Curuś          | Polska          | 0:49,02 | 0:45,47  | 1:37,04  | 3:11,53 | +3,47  |
| 6       | Alessandro Fattori              | Włochy          | 0:55,45 | 0:45,26  | 1:36,29  | 3:17,00 | +8,94  |
| 7       | Aleš Brezavšček                 | Słowenia        | 0:55,33 | 0:48,82  | 1:35,94  | 3:20,09 | +12,03 |
| 8       | Peter Pen                       | Słowenia        | 0:54,21 | 0:49,62  | 1:36,98  | 3:20,81 | +12,75 |
| 9       | Jürgen Hasler                   | Liechtenstein   | 0:54,39 | 0:50,88  | 1:37,88  | 3:23,15 | +15,09 |
| 10      | Erik Seletto                    | Włochy          | 0:56,30 | 0:51,16  | 1:35,77  | 3:23,23 | +15,17 |
| 11      | Thomás Grob                     | Chile           | 0:56,51 | 0:51,41  | 1:40,68  | 3:28,60 | +20,54 |
| 12      | Mykoła Skriabin                 | Ukraina         | 0:55,18 | 0:51,99  | 1:43,08  | 3:30,25 | +22,19 |
| 13      | Rainer Grob                     | Chile           | 0:58,50 | 0:54,63  | 1:41,36  | 3:34,49 | +26,43 |
| 14      | Zurab Dżidżiszwili              | Gruzja          | 1:00,20 | 0:55,06  | 1:40,39  | 3:35,65 | +27,59 |
| 15      | Patrick-Paul Schwarzacher-Joyce | Irlandia        | 1:00,11 | 0:56,11  | 1:42,81  | 3:39,03 | +30,97 |
| –       | Finn Christian Jagge            | Norwegia        | 0:50,22 | 0:45,16  | DNS      | –       | –      |
| –       | Hermann Maier                   | Austria         | 0:50,37 | 0:45,53  | DNS      | –       | –      |
| –       | Kjetil André Aamodt             | Norwegia        | 0:50,29 | 0:44,97  | DNF      | –       | –      |
| –       | Kristian Ghedina                | Włochy          | 0:51,58 | 0:48,77  | DNS      | –       | –      |
| –       | Luca Cattaneo                   | Włochy          | 0:53,59 | 0:49,93  | DNS      | –       | –      |
| –       | Marcel Maxa                     | Czechy          | 0:49,73 | 0:46,44  | DQ       | –       | –      |
| –       | Ed Podivinsky                   | Kanada          | 0:51,48 | DNF      | –        | –       | –      |
| –       | Linas Vaitkus                   | Litwa           | 0:58,93 | DNF      | –        | –       | –      |
| –       | Matt Grosjean                   | USA             | 0:48,32 | DNF      | –        | –       | –      |
| –       | Paul Accola                     | Szwajcaria      | 0:49,39 | DNF      | –        | –       | –      |
| –       | Petar Diczew                    | Bułgaria        | 0:51,16 | DQ       | –        | –       | –      |
| –       | Jernej Koblar                   | Słowenia        | DNF     | –        | –        | –       | –      |
| –       | Kalle Palander                  | Finlandia       | DNF     | –        | –        | –       | –      |
| –       | Bruno Kernen                    | Szwajcaria      | DNF     | –        | –        | –       | –      |
| –       | James Ormond                    | Wielka Brytania | DNF     | –        | –        | –       | –      |
| –       | Jürg Grünenfelder               | Szwajcaria      | DNF     | –        | –        | –       | –      |
| –       | Arne Hardenberg                 | Dania           | DNF     | –        | –        | –       | –      |
| –       | Patrik Järbyn                   | Szwecja         | DNF     | –        | –        | –       | –      |
| –       | Tejs Broberg                    | Dania           | DNF     | –        | –        | –       | –      |
| –       | Jason Rosener                   | USA             | DNF     | –        | –        | –       | –      |
| –       | Yasuyuki Takishita              | Japonia         | DNF     | –        | –        | –       | –      |
| –       | Andrew Freshwater               | Wielka Brytania | DNF     | –        | –        | –       | –      |
| –       | Chad Fleischer                  | USA             | DNF     | –        | –        | –       | –      |